# 嵯峨ノ島
嵯峨ノ島（さがのしま）は、五島列島の福江島の北西約4km、東シナ海にある島である。長崎県五島市に属する。2010年国勢調査時点では人口161人で、集落中心部を除く島のほぼ全域が西海国立公園特別保護地区、または同公園特別地域である。カトリック教会と念仏踊り「オーモンデー」が同居する島でもある。

## 自然
面積3.16km2、南北約3.3km、東西約1.3km、周囲9.5km。北の男岳（おだけ:標高151m）と南の女岳（めだけ:130m）という2火山が裾野で繋がった島で、その形から「ひょうたん島」に例えられる。
島の地質はほぼ全てが玄武岩質溶岩と凝灰岩であり、海岸は殆どが海食崖、または転石海岸である。特に東シナ海に面する西岸は男岳・女岳の頂上付近まで山体をほぼ両断したように削られており、「火山海食崖」をなす。ここは火山の内部構造が露出し、噴出状況が顕著に示されていることから学術的にも著名で、1959年（昭和34年）5月19日に長崎県天然記念物に指定された。男岳・女岳の中間（集落の西側）には凝灰岩が浸食された断崖「千畳敷」があり、火山噴出物が幾重にも積み重なった層理を観察できる。植生は主に照葉樹林だが、海浜植物を含む草原もある。

五島列島

## 歴史・民俗
古くは遠島（えんとう）と呼ばれた流人の島、また平家の落人の島でもあった。島の名は嵯峨野（京都市右京区）に由来するとも伝えられる。
1507年（永正4年）、五島列島の領主であった宇久家で起きた玉之浦納の反乱は、1521年（大永元年）に嵯峨ノ島へ追われた玉之浦納が自刃して終結した。現在も残る女岳北麓の小野神社は玉之浦納を祀る。1641年（寛永18年）に異国船遠見番所が設けられ、1647年（正保4年）までは日本最西端の番所だった。この時期にも福江藩流刑地だったが、大村藩からの移住者もあった。
20世紀中頃まではサツマイモを主とした農業も盛んで、島は畑が多かった。しかし輸送コストがかかることや潮風の被害等により農業は下火となった。現在は漁業が主流で、漁港には大型漁船も並ぶ。
「オーモンデー」という念仏踊りが伝承され、毎年8月14日に演じられる。1960年（昭和35年）3月22日に長崎県指定無形民俗文化財、1971年（昭和46年）11月11日に国の選択無形民俗文化財となった。
2004年8月1日の市町村合併前は南松浦郡三井楽町に属していたが、市町村合併により五島市となった。

## 生活
島の東岸、三井楽半島に向かい合った浅い入り江に集落と嵯峨島漁港がある。北の竹原（たけばる）にカトリック教会の嵯峨島天主堂、南の地下（じげ）に嵯峨島へき地診療所、五島市立嵯峨島小中学校が建つ。島内には国道・県道がない。集落の外には西海国立公園区域内を観覧する展望台・園地・遊歩道がある。
島へのアクセスは、福江島西部の貝津（かいつ）港から定期船「さがのしま丸」で約15分、航路約6.2km、1日3往復だが学校がある日は4往復となる。また貝津港と三井楽を連絡する三井楽半島バスが定期船発着に合わせて運行されており、三井楽との移動はスムーズである。帰省客の他にも釣り客や天主堂巡礼の観光客も訪れる。ただし定期船には自動車は載せられず、台風や冬の季節風で東シナ海が荒れると欠航も多い。
島には高等学校がなく、中学校を卒業した子供たちは島外へ進学する。

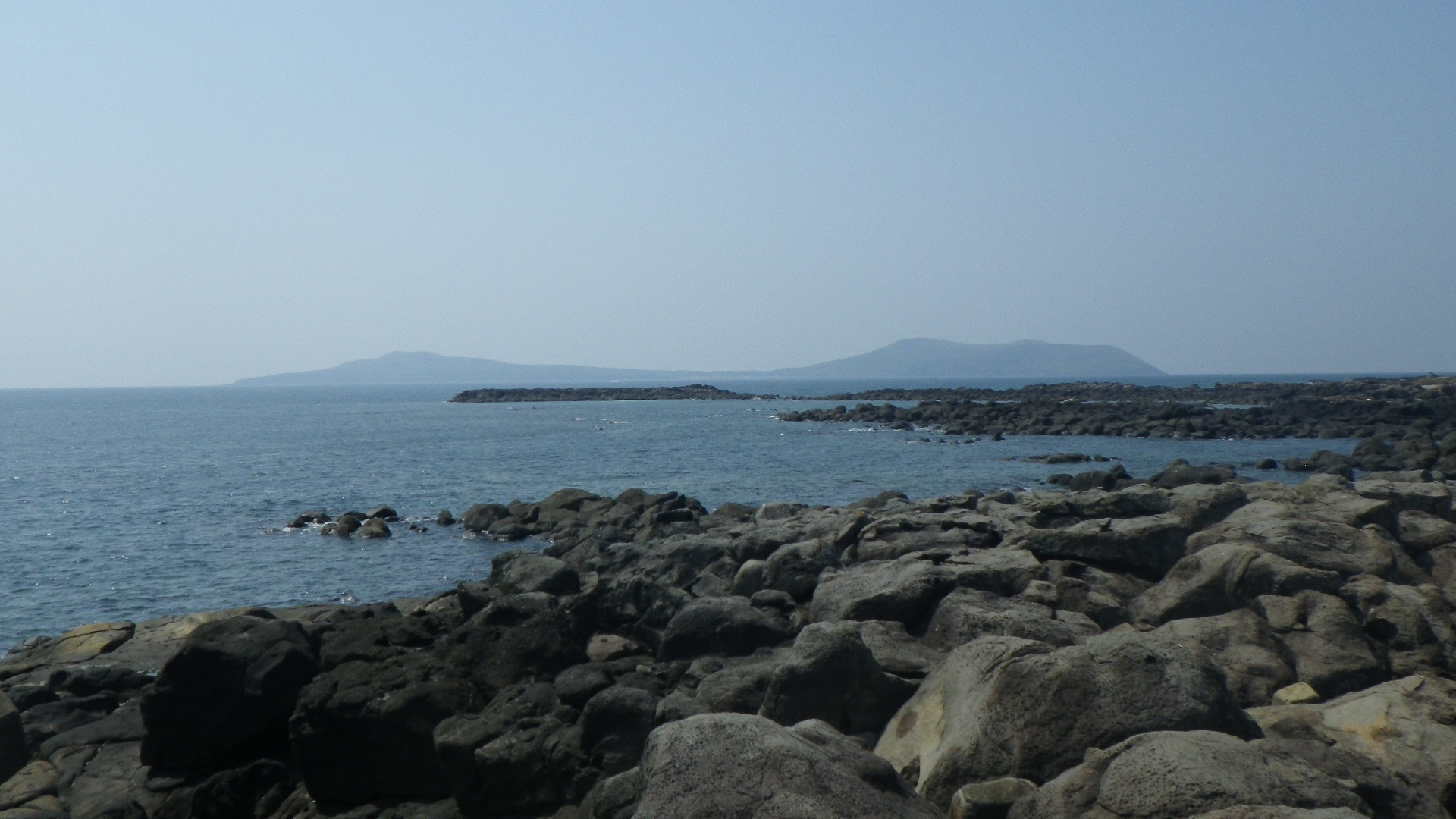
貝津港から望む嵯峨ノ島。玄武岩質火山に見られるなだらかな山容
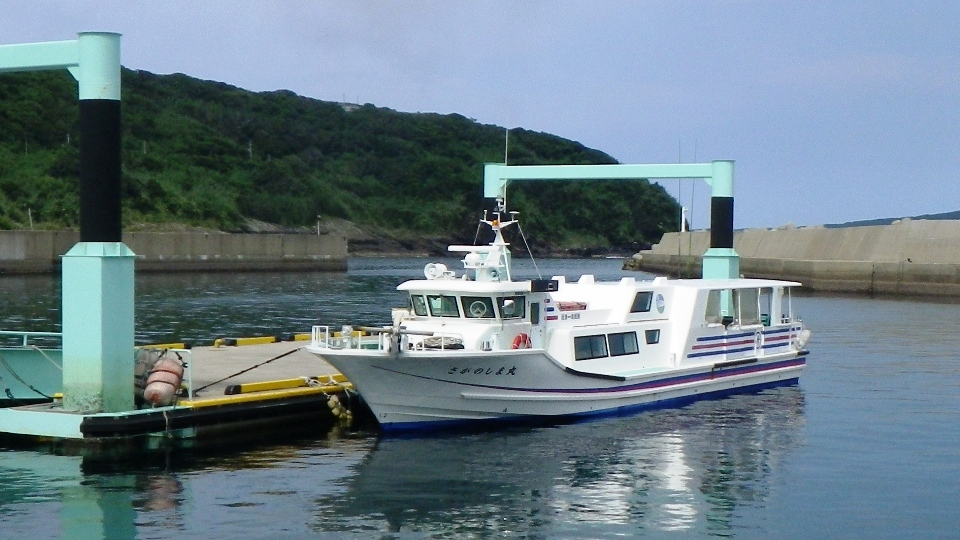
定期船「さがのしま丸」
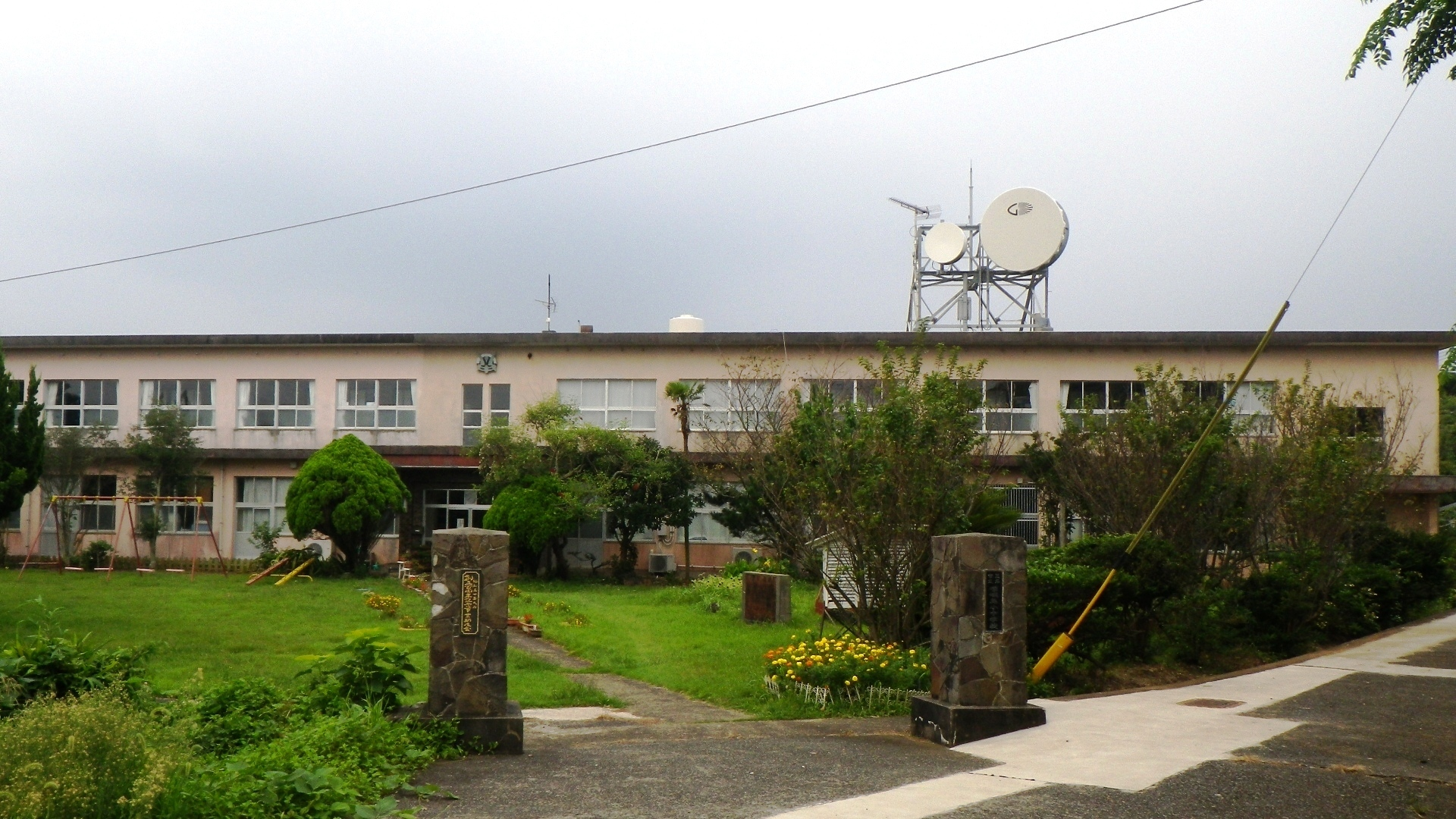
五島市立嵯峨島小中学校
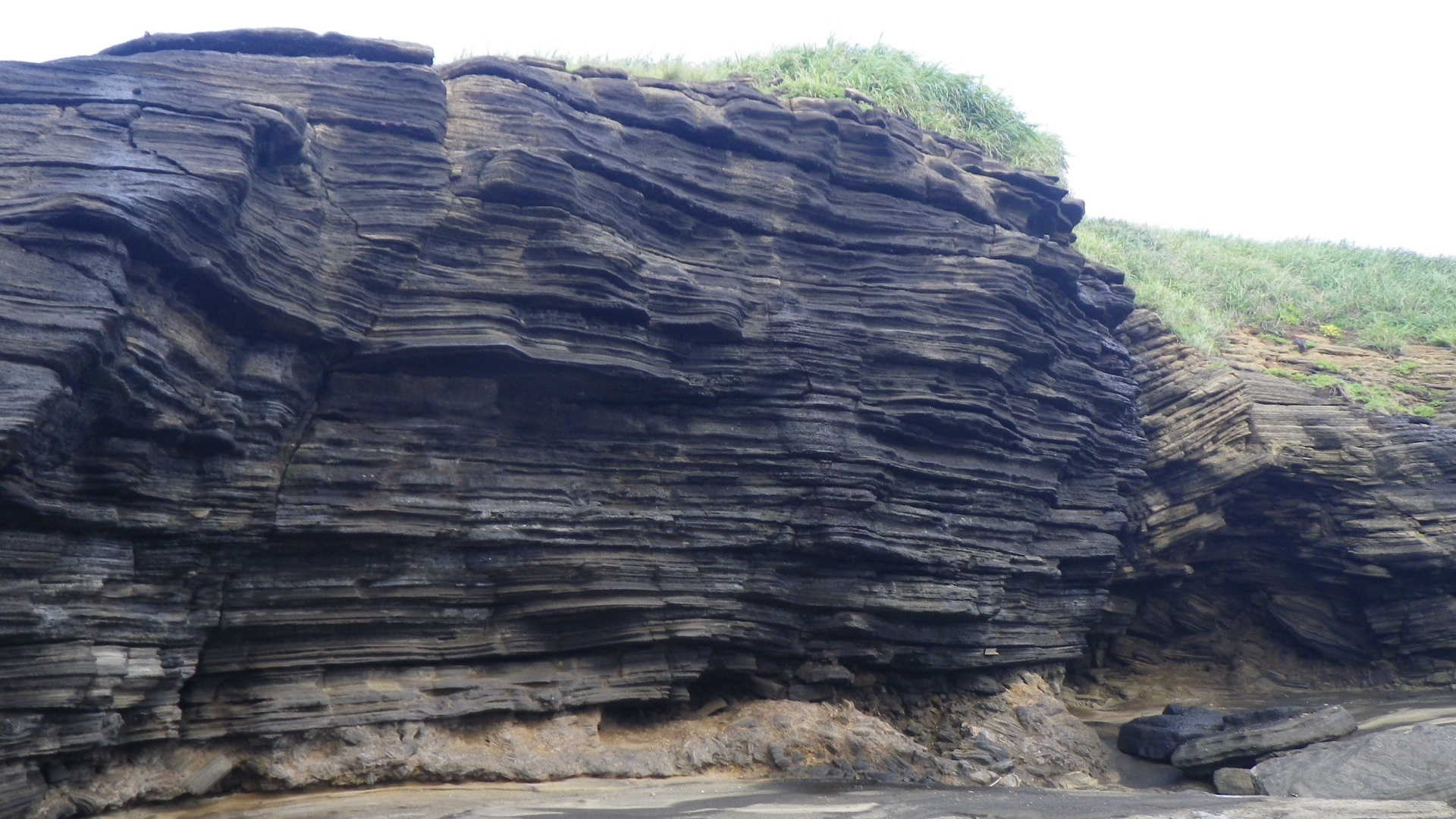
千畳敷の凝灰岩
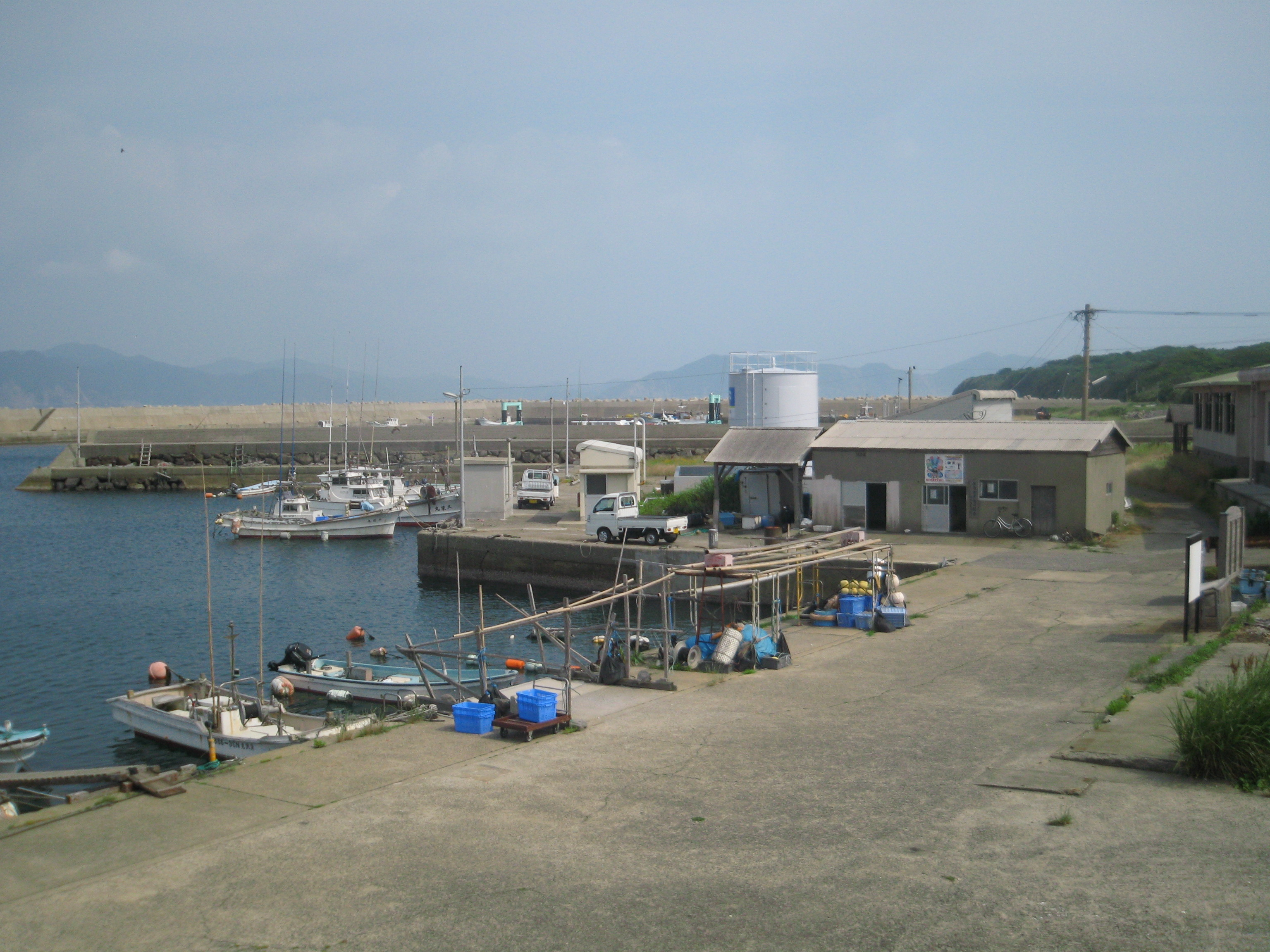
嵯峨島港